# Ernst Grawitz

Ernst Grawitz

Ernst Grawitz (* 18. März 1860 in Mittelhagen, Kreis Greifenberg i. Pom.; † 11. Juli 1911 in Berlin) war ein deutscher Internist und Hämatologe. Er wurde insbesondere durch die Einführung der Venenpunktion zur diagnostischen Blutentnahme bekannt.

## Leben
Ernst Grawitz wurde 1860 als Sohn des Gutsbesitzers Wilhelm Grawitz und seiner Frau Agnes geb. Fischer in Hinterpommern geboren. Sein älterer Bruder war der spätere Pathologe Paul Grawitz (1850–1932).
Er studierte in Berlin als Zögling des Friedrich-Wilhelm-Instituts vom 22. Oktober 1878 bis 1. Oktober 1882 Medizin und wurde 1879 im Pépinière-Corps Suevo-Borussia recipiert. Am 8. August 1882 wurde er von der Friedrich-Wilhelms-Universität zu Berlin zum Dr. med. promoviert.
Grawitz war zunächst aktiver Militärarzt und wurde am 31. Mai 1884 zum Assistenzarzt befördert. 1886–1889 war er Prosektor am Berliner Auguste-Viktoria-Krankenhaus und kam vom 1. Januar 1890 bis 3. August 1896 an die 2. medizinische Klinik der Charité in Berlin. 1893 wurde Grawitz zum Privatdozent für innere Medizin an der Berliner Friedrich-Wilhelms-Universität ernannt. Bis zu seinem Ausscheiden aus der Armee am 3. April 1897 war er als Stabsarzt Bataillonsarzt im Garde-Grenadier-Regiment 3 in Berlin-Charlottenburg. Im gleichen Monat erhielt er den Titel des Professors verliehen und wurde Chefarzt der inneren Abteilung am Städtischen Krankenhauses Charlottenburg, später am Krankenhaus Charlottenburg-Westend.
Am 5. März 1891 heiratete er Helene Liebau (* 14. Oktober 1869 in Magdeburg). Ein Sohn von Grawitz war der spätere Reichsarzt SS Ernst-Robert Grawitz (1899–1945).

## Werk
Grawitz wurde durch zahlreiche Schriften zur Hämatologie bekannt. 1902 führte er die Venenpunktion zur diagnostischen Blutgewinnung ein: zuvor war nur Kapillarblut zur Diagnostik genutzt worden.
An der Seite von Artur Pappenheim (1870–1916) und Hans Hirschfeld  (1873–1944) war er 1908 einer Gründer der Berliner Hämatologischen Gesellschaft, die zur ersten deutschen Fachgesellschaft auf dem Gebiet der Hämatologie wurde. 1911 starb Grawitz 51-jährig bei einer Sitzung der Gesellschaft.

## Schriften
- Über die Tuberkulose in der Armee (1889)
- Klinisch-experimentelle Blutuntersuchungen (1892 bis 1896)
- Klinische Pathologie des Blutes (1896)